# Strage di Caluso
La strage di Caluso, avvenuta il 7 aprile 1944, fu un atto di rappresaglia compiuto dai soldati del XI Battaglione Milizia Armata ai danni di detenuti antifascisti.

## Fatti
In seguito all'uccisione di alcuni fascisti sulla strada di San Giusto Canavese, il Comando tedesco operante nella zona ordina una rappresaglia.
Il 7 aprile 1944 dalle Carceri delle Nuove di Torino vengono prelevati diciotto partigiani e sospetti antifascisti. Durante il tragitto due riescono a fuggire, mentre gli altri sedici vengono schierati sulla piazza per parecchie ore mentre la popolazione assiste all'evento; poi nel pomeriggio, i 16 prigionieri sono fucilati dai fascisti dell'XI Battaglione Milizia Armata.
Un giovane, il partigiano Giovanni «Oscar» Borca, già scampato all'eccidio del Pian del Lot, riesce a sopravvivere, colpito da una pallottola che gli sfiora il cranio facendogli perdere i sensi e venendo creduto morto.
Racconterà che il plotone d'esecuzione era composto da fascisti ubriachi. Il bilancio finale è di 15 fucilati.
Appena il plotone di fascisti si allontanò, la popolazione si accinse all'opera pietosa di comporre le salme per dar loro sepoltura, rinvenendo fra i cadaveri anche il corpo del partigiano ferito che verrà portato in salvo.

## Le vittime
- Donato Bottero
- Chiaffredo Carignano
- Pietro Carpanese
- Emilio Cavallero
- Antonio Cenna
- Mario D'Atrino
- Luigi Giay Finco
- Mario Graziola
- Mario Maccari
- Giovanni Maccari
- Romolo Petroni
- Gino Porta
- Aldo Srà
- Guido Verson
- Carlo Verson

## Il ricordo della strage
- Nell'interno cortile del civico 37/E di corso Svizzera a Torino, in prossimità del cancello di ingresso, è presente una lapide in memoria di Donato Bottero. La lapide recita: "Donato Bottero. Impiegato e partigiano nato a Mondovì l'8 luglio 1924 fucilato a Caluso il 7 aprile 1944. È caduto per la libertà. Il Paese lo ricordi e lo ammiri. Nessuno lo compianga".

- Il pronipote di uno dei caduti, il castellamontese Corrado Bianchetti parente del partigiano Aldo, laureato all'Accademia Albertina di Belle arti di Torino e in possesso del diploma di fumettista, fece della vita del prozio una storia raccolta in un fumetto. In un'intervista sulla presentazione del suo fumetto ha detto: «“Non ti scordar di me” non è solo un fumetto che tratta di Resistenza ma un vero e proprio progetto che ha avuto inizio proprio con la pubblicazione del fumetto sulla storia di Aldo, che ho fatto mia e che porterò avanti, organizzando presentazioni nelle scuole e in occasione di commemorazioni e ricorrenze. Il mio obiettivo è che si traduca nell'opportunità di parlare ai ragazzi della mia età e quelli più giovani ancora, delle centinaia di ragazzi loro coetanei le cui vite sono state spezzate dal Fascismo durante la Seconda guerra mondiale».[2]